# Archipini

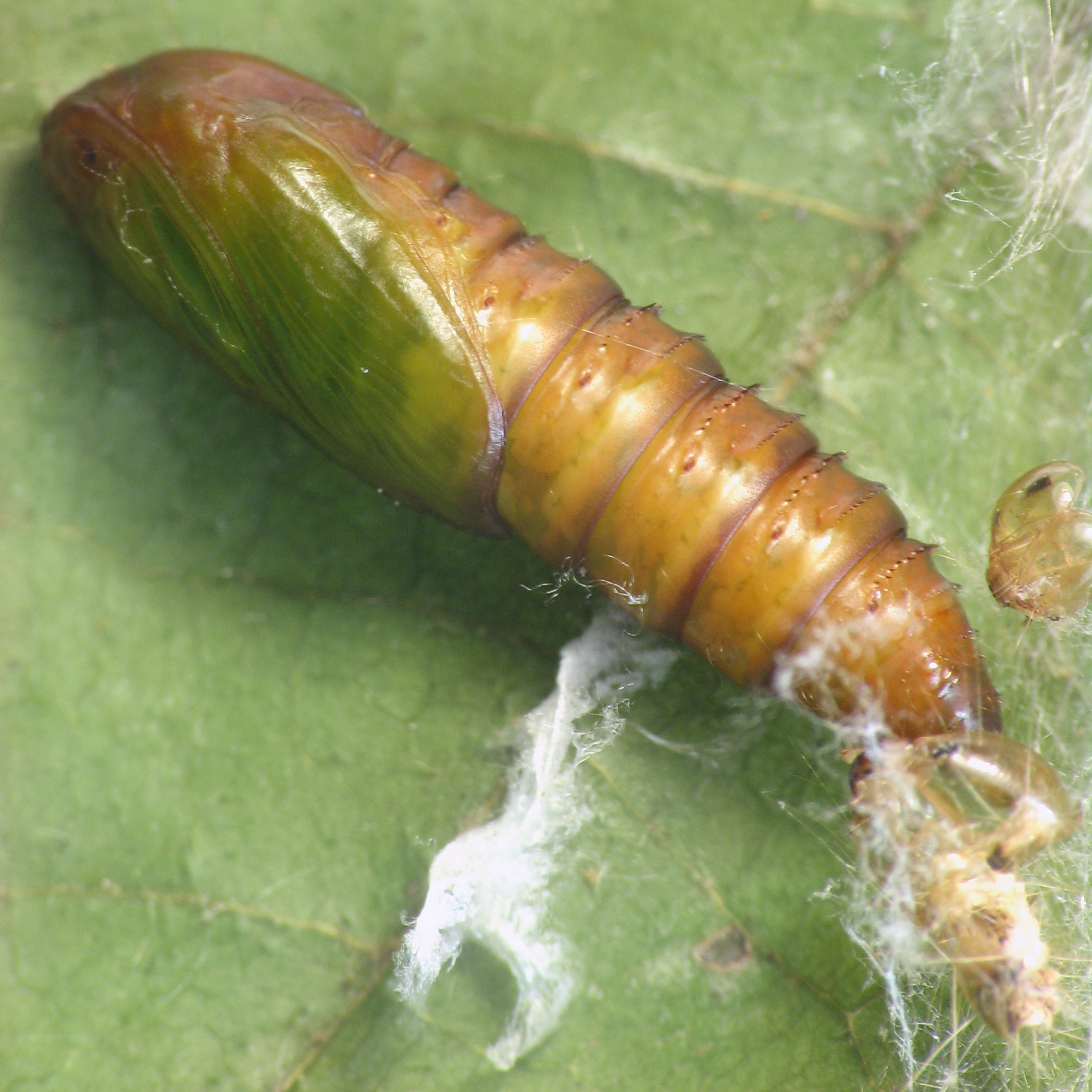
Pandemis limitata pupa

Los arquipinos (Archipini) son una tribu de lepidópteros ditrisios de la familia Tortricidae. Según Pohl, et al. (2016) hay 126 especies. Tiene los siguientes géneros.

## Géneros
- Abrepagoge - Acropolitis - Adoxophyes - Allodemis - Ancyroclepsis - Aneuxanthis - Anisotenes - Anthophrys - Antiphrastis - Aphelia - Aphthonocosma - Archepandemis - Archidemis - Archips - Argyrotaenia - Aristocosma - Arizelana - Ascerodes - Asteriognatha - Atelodora - Authomaema - Avaria - Balioxena - Battalia - Borboniella - Borneogena - Cacoecimorpha - Callibryastis - Carphomigma - Catamacta - Ceramea - Chionothremma - Chiraps - Choanograptis - Choristoneura - Clepsis - Cornusaccula - Cryptoptila - Ctenopseustis - Cudonigera - Dentisociaria - Diactora - Dicellitis - Dichelia - Dichelopa - Diplocalyptis - Droceta - Ecclitica - Egogepa - Epalxiphora - Epichorista - Epichoristodes - Epiphyas - Gnorismoneura - Goniotorna - Harmaloga - Hectaphelia - Heterochorista - Hiceteria - Homona - Homonopsis - Hoshinoa - Isochorista - Isodemis - Isotenes - Leptochroptila - Lozotaenia - Lozotaeniodes - Lumaria - Meridemis - Merophyas - Mesocalyptis - Neocalyptis - Orilesa - Panaphelix - Pandemis - Paradichelia - Paramesiodes - Parapandemis - Parasyndemis - Peteliacma - Phaecadophora - Phlebozemia - Planostocha - Platysemaphora - Procalyptis - Procrica - Pternozyga - Ptycholoma - Ptycholomoides - Pyrgotis - Snodgrassia - Sychnovalva - Syndemis Terricula - Thrincophora - Tosirips - Tremophora - Worcesteria - Xenothictis - Zacorisca[2]

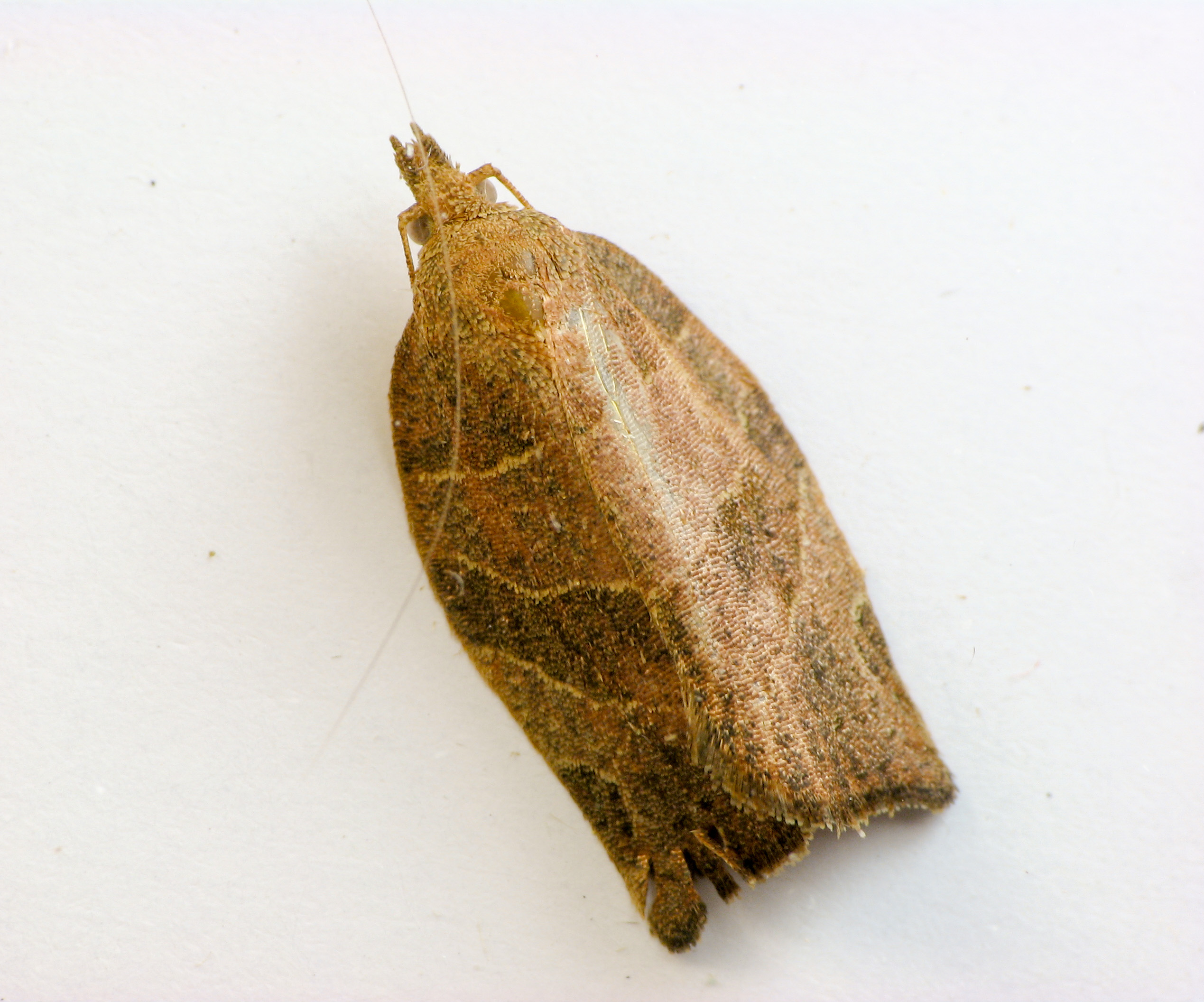
Pandemis limitata.